# Vụ kiện
Vụ kiện là một quá trình của một bên hoặc các bên chống lại các bên khác trong tòa án dân sự của pháp luật. Thuật ngữ tiếng Anh cổ xưa "phù hợp với pháp luật" (suit with the law) chỉ được tìm thấy trong một số ít luật vẫn còn hiệu lực cho đến ngày nay. Thuật ngữ "vụ kiện" được sử dụng để chỉ một hành động dân sự được đưa ra tòa án trong đó nguyên đơn, một bên tuyên bố đã chịu tổn thất do hành động của bị đơn, yêu cầu một biện pháp pháp lý hoặc công bằng. Bị đơn được yêu cầu trả lời khiếu nại của nguyên đơn. Nếu nguyên đơn thành công, phán quyết có lợi cho nguyên đơn và một loạt các lệnh của tòa án có thể được ban hành để thực thi quyền, bồi thường thiệt hại hoặc áp dụng lệnh cấm tạm thời hoặc vĩnh viễn để ngăn chặn một hành vi hoặc bắt buộc một hành vi. Một bản án tuyên bố có thể được ban hành để ngăn ngừa các tranh chấp pháp lý trong tương lai.
Một vụ kiện có thể liên quan đến giải quyết tranh chấp các vấn đề pháp luật tư nhân giữa các cá nhân, tổ chức kinh doanh hoặc tổ chức phi lợi nhuận. Một vụ kiện cũng có thể cho phép nhà nước được đối xử như thể đó là một bên tư nhân trong vụ án dân sự, với tư cách là nguyên đơn, hoặc bị đơn liên quan đến thương tích, hoặc có thể cung cấp cho nhà nước một lý do dân sự để thực thi một số luật.
Việc tiến hành một vụ kiện được gọi là kiện tụng. Các nguyên đơn và bị đơn được gọi là đương sự và các luật sư đại diện cho họ được gọi là đương sự. Các điều khoản tranh tụng cũng có thể đề cập đến một thủ tục hình sự.